# 菱川和夕
菱川 和夕（ひしかわ わせき、生没年不詳）とは、江戸時代の浮世絵師。

## 来歴
『浮世絵師人名辞書』に「師薫和翁と同印なれば、其筆意の似たる点より推して、和夕、後には和翁となりしか、又は師弟父子の関係あるか」とある他は不明。『浮世絵事典（定本）』によれば肉筆美人画の作があるというが、それについても現在明らかではない。